# Paola Bacci
Paola Bacci (Milano, 20 maggio 1939 – Roma, 18 marzo 2024) è stata un'attrice italiana.

## Biografia

Antonio Salines e Paola Bacci nello sceneggiato televisivo Un ultimo sacrificio (1963)

Iniziò la sua carriera teatrale giovanissima dopo l'incontro con Giorgio De Lullo ad un dibattito con le studentesse del Liceo ginnasio statale Alessandro Manzoni di Milano: il regista la scelse per Il buio in cima alle scale di William Inge.
Negli anni sessanta e settanta lavorò con i maggiori registi italiani: Franco Enriquez (Picnic di William Inge), Gianfranco De Bosio (Il bugiardo di Carlo Goldoni, Aldo Trionfo (Avventura di Maria di Italo Svevo), Orazio Costa (Ivanov di Anton Čechov), Mario Missiroli (Joe Egg di Peter Richard Nichols), Giulio Bosetti (Zio Vania di Anton Čechov, Giancarlo Sepe (Il matrimonio di Gogol', Come le foglie di Giuseppe Giacosa, con Lilla Brignone, Gianni Santuccio, Umberto Orsini, Massimo De Francovich), Jerome Kilty (La professione della signora Warren di George Bernard Shaw, accanto a Sarah Ferrati).
Negli stessi anni fu protagonista, per la televisione, dello sceneggiato Papà Grandet, tratto da Honoré de Balzac e di molte commedie, tra cui Philadelphia story, regia di Ponzi, e Costanza di Somerset Maugham, per la regia di Lodovici.
Nel 1981 fu al Piccolo Eliseo di Roma con Oreste di Vittorio Alfieri e A porte chiuse di Jean-Paul Sartre, entrambi per la regia di Giuseppe Patroni Griffi, con il quale recitò nella stagione 1986-1987, in Questa sera si recita a soggetto di Luigi Pirandello. Continuò a collaborare con registi, quali Mario Missiroli (Trilogia della villeggiatura di Carlo Goldoni, con Anna Maria Guarnieri e Massimo De Francovich, 1982), Gabriele Lavia (Non si sa come di Luigi Pirandello, 1983), Pietro Carriglio (Il mercante di Venezia di William Shakespeare, accanto a Gianni Santuccio, 1984).
Sempre negli anni ottanta interpretò Tradimenti di Harold Pinter, con Giampiero Bianchi e Paolo Bonacelli, regia Furio Bordon. Nel 1986, con la messa in scena de La serva amorosa di Carlo Goldoni, con Anna Maria Guarnieri, iniziò la collaborazione con Luca Ronconi, per il quale nel 1990 recitò in Strano interludio di Eugene O'Neill, con Massimo Popolizio, Galatea Ranzi e Massimo De Francovich, La folle di Chaillot di Jean Giraudoux, L'uomo difficile di Hugo von Hofmannsthal. Sempre con Luca Ronconi recitò, nel 1995, in Quer pasticciaccio brutto de via Merulana di Carlo Emilio Gadda (premio AGIS della critica italiana come migliore attrice dell'anno) e ne I fratelli Karamazov, tratto da Fëdor Dostoevskij. Dopo Lauben di Roberto Cavosi (regia di U. Cantone, Teatro Stabile di Palermo) e Quando si è qualcuno di Luigi Pirandello, regia di Massimo Castri, nel 2004 lavorò nuovamente con Luca Ronconi in Diario privato, con Anna Proclemer e Giorgio Albertazzi. Nel 2009 al Piccolo Teatro di Milano recitò ne I pretendenti di Lagarce, regia di Carmelo Rifici.

### Vita privata
Si sposò con l'attore Massimo De Francovich con il quale ebbe una figlia. Morta a Roma il 18 marzo 2024 all'età di 84 anni, venne sepolta nel cimitero di Vallerano, in provincia di Viterbo, accanto ai genitori e al nonno di Massimo De Francovich che lì crebbe.

## Teatro
- Il buio in cima alle scale di William Inge, regia di Giorgio De Lullo. Teatro Manzoni di Milano, 17 febbraio 1959.
- Picnic di William Inge, regia di Mario Ferrero. Teatro Mercadante di Napoli, 11 febbraio 1960.
- Antonio e Cleopatra di William Shakespeare, regia di Franco Enriquez. Teatro Grande di Pompei, 11 agosto 1960.
- Becket e il suo re di Jean Anouilh, regia di Mario Ferrero. Teatro comunale di Modena, 19 novembre 1960.
- Raffaele di Vitaliano Brancati, regia di Daniele D'Anza. Teatro Eliseo di Roma, 28 marzo 1961.
- Il mondo è quello che è di Alberto Moravia, regia di Gianfranco De Bosio. Teatro La Fenice di Venezia, 8 ottobre 1966.
- Il bugiardo di Carlo Goldoni, regia di Gianfranco De Bosio, Trieste, 18 ottobre 1967.
- Il piccolo Eyolf di Henrik Ibsen, regia di Aldo Trionfo. Auditorium di Trieste, 8 febbraio 1968.
- Il mio Carso di Scipio Slataper, regia di Francesco Macedonio. Trieste (stagione 1968-1969)
- L'avventura di Maria di Italo Svevo, regia di Aldo Trionfo. Teatro Stabile di Trieste, 7 novembre 1968.
- Ivanov di Anton Čechov, regia di Orazio Costa. Trieste, 19 febbraio 1969.
- F. T. Marinetti e i Futuristi, a cura di Furio Bordon. Trieste, 7 marzo 1969.
- Joe Egg di Peter Richard Nichols, regia di Mario Missiroli. Teatro Alessandro Bonci di Cesena, 18 ottobre 1969.
- La seconda parte della storia di re Enrico IV con le piacevoli facezie di John Falstaff di William Shakespeare, regia di Tino Buazzelli. Teatro romano di Verona, 25 giugno 1970.
- Zio Vanja di Anton Čechov, regia di Giulio Bosetti. Teatro Eleonora Duse di Genova, 20 novembre 1970.
- Don Giovanni di Molière, regia di Giulio Bosetti. Teatro Olimpico di Vicenza, 26 settembre 1971.
- Vita di Galileo di Bertolt Brecht, regia di Fritz Bennewitz. Teatro Vittorio Alfieri di Torino, 27 ottobre 1972.
- La professione della signora Warren di George Bernard Shaw, regia di Jerome Kilty. Teatro Valle di Roma, 29 novembre 1976.
- Il matrimonio di Nikolaj Vasil'evič Gogol', regia di Giancarlo Sepe. Teatro Valle di Roma, 6 ottobre 1978.
- Ipazia e Il Messaggero di Mario Luzi, regia di Orazio Costa. San Miniato, 25 luglio 1979.
- Come le foglie di Giuseppe Giacosa, regia di Giancarlo Sepe, con Lilla Brignone, Gianni Santuccio, Umberto Orsini, Paola Bacci e Massimo De Francovich. Teatro Eliseo di Roma, 22 novembre 1979.
- A porte chiuse di Jean-Paul Sartre, regia di Giuseppe Patroni Griffi. Piccolo Eliseo di Roma, 17 ottobre 1980.
- Oreste di Vittorio Alfieri, regia di Giuseppe Patroni Griffi. Piccolo Eliseo di Roma, 9 dicembre 1980.
- La villeggiatura. Smanie avventure e ritorno di Carlo Goldoni, regia di Mario Missiroli. Palazzo del Collegio di Asti, 21 e 22 luglio 1981. (spettacolo suddiviso in due serate).
- Non si sa come di Luigi Pirandello, regia di Gabriele Lavia. Teatro Eliseo di Roma, 19 ottobre 1982.
- Il mercante di Venezia di William Shakespeare, regia di Pietro Carriglio. Produzione Teatro Biondo di Palermo (maggio 1983)
- Fedra di Jean Racine, regia di Luca Ronconi. Teatro Comunale di Alessandria, 17 dicembre 1984. (in sostituzione di Paola Mannoni)
- La poltrona di Natalia Ginzburg, regia di Mattia Sbragia. Spoleto, 30 giugno 1985.
- Il sicario e la signora di Leonardo Sciascia, regia di Giorgio Albertazzi. Spoleto, 30 giugno 1985.
- La serva amorosa di Carlo Goldoni, regia di Luca Ronconi. Teatro Comunale di Gubbio, 5 ottobre 1986.
- Questa sera si recita a soggetto di Luigi Pirandello, regia di Giuseppe Patroni Griffi, Trieste, 6 gennaio 1987.
- Tradimenti di Harold Pinter, regia di Furio Bordon. Trieste, 14 marzo 1989.
- Camera con racconti affittasi di Manlio Santanelli, regia di Walter Pagliaro. Spoleto, 30 giugno 1989.
- Strano interludio di Eugene O'Neill, regia di Luca Ronconi. Teatro Carignano di Torino, 3 gennaio 1990.
- La vita offesa. Storia e memoria dei Lager nazisti nel racconto dei sopravvissuti, a cura di Luca Ronconi. Teatro Carignano di Torino, 26 aprile 1990.
- L'uomo difficile di Hugo von Hofmannsthal, regia di Luca Ronconi. Teatro Faraggiana di Novara, 13 maggio 1990.
- La pazza di Chaillot di Jean Giraudoux, regia di Luca Ronconi. Teatro Carignano di Torino, 23 gennaio 1991.
- Riunione di famiglia di T. S. Eliot, regia di Giorgio Marini. Teatro Civico di Tortona, 13 marzo 1992.
- Scuola romana di Enzo Siciliano, regia di Piero Maccarinelli. Piccolo Eliseo di Roma, 1⁰ giugno 1994.
- Il cavaliere e la dama di Carlo Goldoni, regia di Mauro Avogadro. Festival teatrale di Borgio Verezzi, 14 luglio 1994.
- L'Esposizione Universale di Luigi Squarzina, regia di Piero Maccarinelli. Palazzo delle Esposizioni di Roma, 16 febbraio 1995.
- Quer pasticciaccio brutto de via Merulana di Carlo Emilio Gadda, regia di Luca Ronconi. Teatro Argentina di Roma, 20 febbraio 1996.
- Ruy Blas di Victor Hugo, regia di Luca Ronconi. Teatro Argentina di Roma, 4 novembre 1997.
- I fratelli Karamazov di Fëdor Dostoevskij, regia di Luca Ronconi. Teatro Argentina di Roma, 23 gennaio 1998.
- Questa sera si recita a soggetto di Luigi Pirandello, regia di Luca Ronconi. Teatro Nacional D. Maria II di Lisbona, 7 maggio 1998; Teatro Argentina di Roma, 9 dicembre 1998.
- Lauben di Roberto Cavosi, regia di Umberto Cantone. Teatro dei Filodrammatici di Milano, 12 febbraio 2002.
- Quando si è qualcuno di Luigi Pirandello, regia di Massimo Castri. Teatro Argentina di Roma, 10 marzo 2004.
- Diario privato di Paul Léautaud, regia di Luca Ronconi. Teatro Argentina di Roma, 12 maggio 2005.
- Febbre romana di Edith Wharton, regia di Cristina Comencini. Piccolo Eliseo di Roma, 15 dicembre 2008.
- I pretendenti di Jean-Luc Lagarce, regia di Carmelo Rifici. Teatro Studio di Milano, 27 gennaio 2009.

## Filmografia

### Televisione
- Alla ricerca della felicità di Viktor Rozov, regia di Guglielmo Morandi (1961)
- Ma non è una cosa seria di Luigi Pirandello, regia di Guglielmo Morandi (1961)
- Giorni felici di Claude-André Puget, regia di Guglielmo Morandi (1962)
- Il cane dell'ortolano di Lope de Vega, regia di Guglielmo Morandi (1962)
- Un libretto di banca di Ottavio Cecchi e Alberto Ciattini, regia di Guglielmo Morandi (1962)
- Esami di maturità di Ladislao Fodor, regia di Guglielmo Morandi (1962)
- Tre mesi di prigione di Charles Vildrac, regia di Guglielmo Morandi (1962)
- Buona fortuna di Viktor Rozov, regia di Guglielmo Morandi (1962)
- Papà Grandet, da Eugenia Grandet di Honoré de Balzac, regia di Alessandro Brissoni (1963)
- Un ultimo sacrificio di Aleksandr Nikolaevič Ostrovskij, regia di Alessandro Brissoni (1963)
- Grandezza naturale di Henri Troyat,  regia di Carlo Lodovici – film TV (1963)
- Lo stratagemma dei bellimbusti di George Farquhar, regia di Guglielmo Morandi (1963)
- I cari mobili di Enrico Bassano, regia di Leonardo Cortese (1963)
- Il favoloso '18 di Maria Azzi Grimaldi, regia di Raffaele Meloni (1963)
- Martina di Jean-Jacques Bernard, regia di Carlo Di Stefano (1964)
- Una ragazza semplice di Vasilij Shkvarkin, regia di Claudio Fino (1964)
- Che disgrazia l'ingegno di Aleksandr Sergeevič Griboedov, regia di Guglielmo Morandi (1964)
- Avventure di fine estate di Lee Lehman, regia di Guglielmo Morandi (1964)
- Mirra Efros di Jacob Gordin, regia di Carlo Lodovici (1965)
- Il testamento del marchese di Pontiac di Adriana Parrella, regia di Alda Grimaldi (1965)
- I tristi casi di Amos Barton di George Eliot (1965)
- Sheridan, squadra omicidi – serie TV, episodio 3 (1967)
- La casa in ordine di Arthur Wing Pinero, regia di Carlo Di Stefano (1968)
- L'avventura di Maria di Italo Svevo, regia di Dante Guardamagna, trasmesso dal Secondo Programma il 27 maggio 1970.
- La guarigione, regia di Vincenzo Gamna (1971)
- Albertina di Valentino Bompiani, regia di Ottavio Spadaro (1971)
- L'altra donna, regia di Claudio Fino (1972)
- Don Giovanni di Molière, regia di Ottavio Spadaro (1973)
- Philadelphia story di Philip Barry, regia di Maurizio Ponzi (1974)
- Murat, regia di Silverio Blasi – miniserie TV, 3 episodi (1975)
- La quinta colonna di Ernest Hemingway, regia di Giuseppe Fina (1976)
- Costanza di Somerset Maugham, regia di Carlo Lodovici (1976)
- La dama dei veleni, da John Dickson Carr, regia di Silverio Blasi, 3 puntate (1979)

## Radio
- Il cavallo di Troia di Gastone Da Venezia e Ugo Liberatore, regia di Mario Ferrero, 2 aprile 1959.
- Macbeth di William Shakespeare, regia di Mario Ferrero, 13 febbraio 1964.
- La figlia del mago di Gianni Barbieri, regia di Pino Gilioli, 15 agosto 1964.
- Boubouroche di Georges Courteline, regia di Alessandro Brissoni, 1 dicembre 1964.
- Il mare si richiuse di Giuseppe Aldo Rossi, regia di Dante Raiteri, 17 dicembre 1965.
- Il processo di Savona di Vico Faggi, regia di Paolo Giuranna, 11 gennaio 1966.
- I treni che vedevo passare, testo e regia di Carlo Di Stefano, 5 febbraio 1966.
- I nuovi signori di Robert de Flers e Gaston Arman de Caillavet, regia di Luciano Mondolfo, 22 marzo 1966.
- Una cena ritardata di Björn Runeborg, regia di Marco Lami, 20 maggio 1966.
- L'oceano del signor Flannery di Lewis John Carlino, regia di Marco Visconti, 27 maggio 1966.
- Julia e le sue fonti di Pedro Salinas, regia di Raffaele Meloni, 10 giugno 1966.
- La vendetta della signora de la Pommeraye di Denis Diderot, regia di Dante Raiteri, 24 giugno 1966.
- I dadi e l'archibugio di Alfredo Balducci, regia di Carlo Di Stefano, 2 agosto 1966.
- Naturalezza di Jacinto Benavente, regia di Carlo Di Stefano, 9 agosto 1966.
- La provinciale di Alberto Arbasino, regia di Marco Lami, 10 settembre 1966.
- Retroscena di Ephraim Kishon, regia di Raffaele Meloni, 26 novembre 1966.
- I due fanciulli di Marino Moretti, regia di Umberto Benedetto, 8 puntate, dal 2 al 26 gennaio 1967.
- Don Giovanni in Spagna di Gregorio Martínez Sierra, regia di Giorgio Bandini, 14 maggio 1967.
- Fausto e Anna di Carlo Cassola, regia di Raffaele Meloni, 6 puntate, dal 2 marzo al 6 aprile 1968.
- La promozione di Anders Bodelsen, regia di Raffaele Meloni, 15 aprile 1968.
- Il viaggio del signor Admeto di Marie Luise Kaschnitz, regia di Sandro Sequi, 22 giugno 1968.
- Inverno nel grattacielo di Marran Gosov, regia di Marco Visconti, 24 giugno 1968.
- La provinciale di Alberto Arbasino, regia di Marco Lami, 17 settembre 1968.
- E venne il giorno della speranza di Danilo Telloli, regia di Dante Raiteri, 30 agosto 1969.
- Scorpioni di Herbert Meyer, regia di Pietro Masserano Taricco, 23 settembre 1970.
- Le figlie di Forci di Catherine Bourdet, regia di Henri Soubeyran, 14 marzo 1973.
- Togheter (Insieme) di Robert Herrick, regia di Carlo Di Stefano, 12 puntate, dall’11 al 23 maggio 1981.

## Doppiaggio

### Cinema
- Meg Foster in La foresta di smeraldo
- Lois Chiles in Coma profondo
- Alice Krige in Momenti di gloria
- Margit Carstensen in Le lacrime amare di Petra Von Kant
- Bulle Ogier in La terza generazione
- Judy Engles in Harold e Maude
- Savannah Smith Boucher in I cavalieri dalle lunghe ombre
- Bette Davis in Figlia del vento (ridoppiaggio)
- Merle Oberon in La calunnia (ridoppiaggio)

### Televisione
- Barbara Kellerman in Enrico VIII
- Aurore Clément in La quinta donna
- Helen Mirren in Cimbelino
- Anne Stallybrass in La vera storia di Lady D